# Kalserbach
Der Kalserbach (auch Kalser Bach) ist ein Bach in Osttirol und gehört neben dem Tauernbach und der Schwarzach zu den wichtigsten Zuflüssen der Isel.
Der Kalserbach entspringt als Abfluss des Dorfersees im Kalser Dorfertal und durchfließt neben diesem Tal auch das Kalser Tal. Der Bach liegt dabei zur Gänze im Gemeindegebiet von Kals am Großglockner und entwässert mit einem Einzugsgebiet von 166,4 km² beinahe die ganze Gemeinde. Bei Huben mündet der Kalserbach schließlich nach 21,36 km und der Überwindung von 1200 Höhenmetern in die Isel.

## Geografie

### Geologie
Der Kalserbach durchfließt im Oberlauf Schichten aus Graniten und Granitgneisen. Danach folgen kristalline Schiefer, und im Mittellauf eine Zone aus metamorphen Kalkgesteinen. Erst im Mündungsgebiet treten wieder vermehrt Granite und Granitgneise auf.

### Verlauf
Der Kalserbach, im Oberlauf auch Seebach genannt, entspringt im Kalser Dorfertal am 1990 Meter hoch gelegenen Dorfersee und fließt bis zur Mündung des Laperwitzbaches durch grobblockiges Material einer Moränenlandschaft. Durch das Trogtal des Dorfertales fließend bildet der Kalserbach ab hier abschnittsweise naturnahe Furkationsstrecken (Verzweigungen), die sich mit Ausnahme kurzer Steilstufen bis zur schluchtartigen Talverengung der Daberklamm reichen. Danach erreicht der Kalserbach das Kalsertal in einer kleinflächigen Verebnung (Spöttling/Taurer), die weitgehend landwirtschaftlich genutzt wird. Danach folgt erneut eine Schluchtenstrecke bis zur Ortschaft Burg und geht danach in eine Strecke mit eingetieftem Bachbett und stärkeren Gefällestufen über. Durch den Großdorfer Schwemmkegel wird der Kalserbach in diesem Bereich an die rechte Talseite gedrängt. Danach erreicht der Kalserbach das weite Talbecken von Kals mit dem Hauptort Ködnitz, das bis zum Ausschotterungsbereich des Lesachbaches reicht. Es folgt eine fast 2 Kilometer lange, weitgehend unzugängliche Schlucht bis Oberpeischlach, bevor der Kalserbach im Mündungsbereich bei Unterpeischlach einen Ausschotterungsbereich bildet.

## Umwelt

### Fauna und Flora
Wichtigste Landschaftsformen am Kalserbach sind Nadelwälder und landwirtschaftliche Produktionsflächen. Von besonderer Bedeutung sind jedoch die für den Naturschutz wichtigen Schluchtenwälder im Unterlauf. Entstanden als Relikt einer nacheiszeitlichen Wärmeperiode finden sich hier Ulmen und Linden, denen auch Föhren beigemischt sind. Ähnlich bedeutende Schluchtenwälder finden sich in der gegenüberliegenden Defreggerklamm. Außerdem sind die im Aufweiterungsbereich unterhalb von Kals befindlichen Aulandschaften von Bedeutung, in denen es auch einen ausgedehnten Bestand der bedrohten Deutschen Tamariske (Myricaria germanica) gibt. Zudem treten vereinzelt natürliche Sanddornbestände auf. Der Talboden des Dorfertals wird großteils almwirtschaftlich genutzt, wobei auch die Aubereiche teilweise beweidet werden. Daneben prägen Fichten, Lärchen und Zirben das Landschaftsbild. Oberhalb der Mündung des Laperwitzbaches herrschen Zwergstrauchheiden und alpinen Rasengesellschaften vor.

### Naturschutz
Von der Daberklamm flussaufwärts liegt der Kalserbach in der Außen- und Kernzone des Nationalparks Hohe Tauern. Dem Oberlauf und den Nebengewässern des Kalserbaches werden auch aus naturschutzfachlicher Sicht ein sehr hohes bzw. hohes Potential attestiert. Obgleich auch der Unterlauf des Baches zu den seltenen Fließgewässertypen zählt, wird sein Zustand auf Grund der intensiven energiewirtschaftlichen Nutzung lediglich als partiell hoch eingestuft. Des Weiteren befinden sich im Unterlauf erhebliche hydrologische Beeinflussungen. Umland und Morphologie sind jedoch nur in den stärker besiedelten Bereichen beeinträchtigt, der Verbauungsgrad bis zum Eingang in das Dorfertal aber erheblich. Insgesamt wird dem Kalserbach im Naturschutzplan des Landes Tirols in über 80 % der Strecke eine sehr hohe (v. a. Oberlauf) bis hohe naturschutzfachliche Wertigkeit attestiert. Von den Nebengewässern wird insbesondere der Lesachbach als wertvoll eingestuft.

### Uferzustand und Verbauungsmaßnahmen

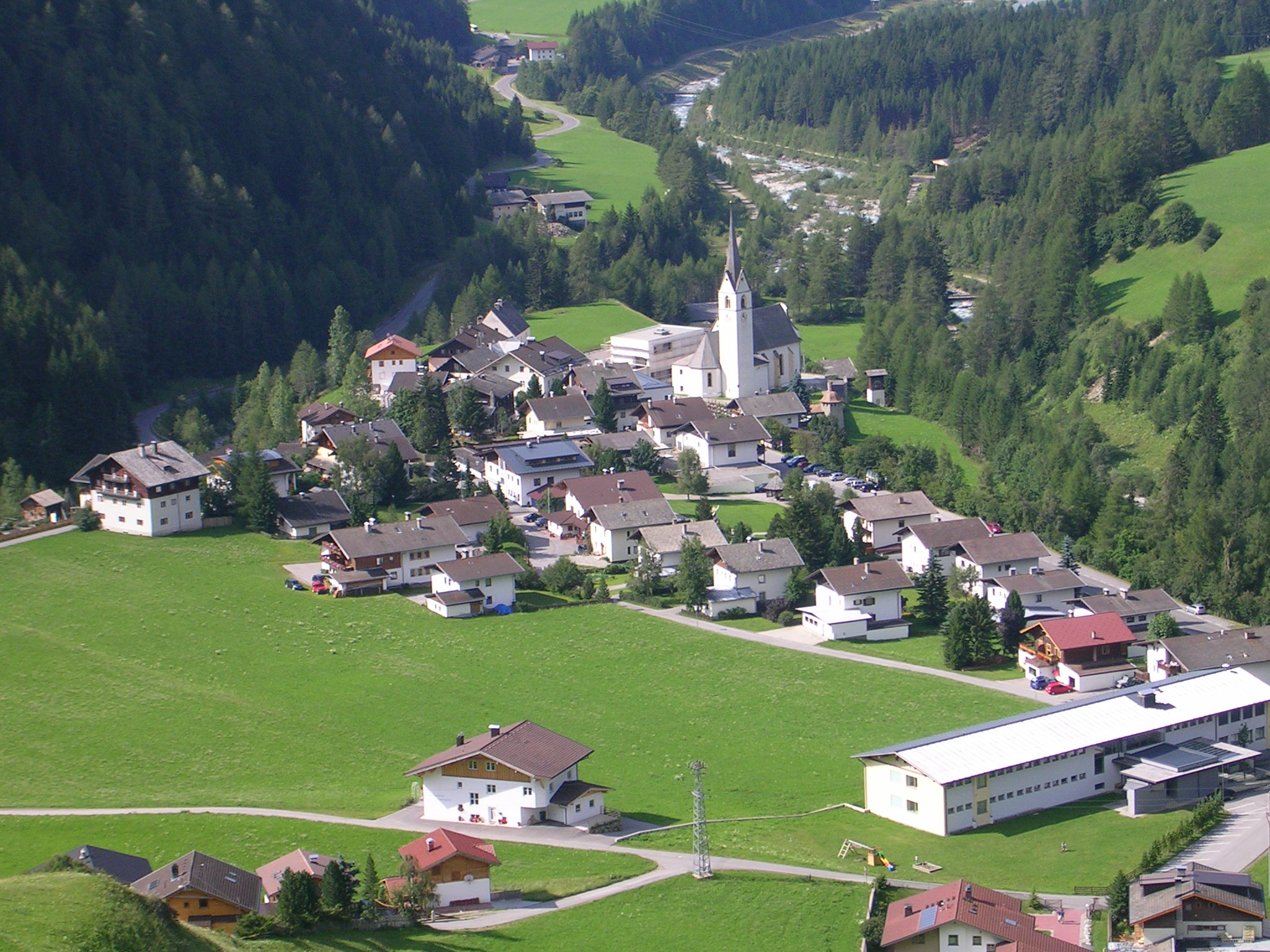
Hauptort Ködnitz, im Hintergrund der Kalserbach

Der Oberlauf des Kalserbaches vom Dorfersee bis zum Ende der Daberklamm ist weitgehend unverbaut. Punktuelle Sicherungen dienen vor allem dem Schutz landwirtschaftlicher Nutzflächen. Nach dem Eintritt des Kalserbachs ins Kalser Tal sind nur noch die wenigen Gefällsabschnitte und kurze Streckenabschnitte in der Verebnung bei Taurer unverbaut oder gering verbaut. Hier wurde der Kalserbach insbesondere im Bereich von Großdorf stärker verbaut. Grund sind hier der durch den Schwemmkegel
eingeengte Bachlauf, das starke Längsgefälle und der hohe Siedlungsdruck (Sportanlagen, Siedlung). Unterhalb von Lesach bis Haslach blieb insbesondere die linke Uferseite unverbaut. Hier finden sich aber auch die am stärksten verbauten Abschnitte, wobei vor allem rechtsufrige Ufersicherungen in Form von Buhnen (T-Buhnen) die benachbarte Kalser Straße sichern. In der danach folgenden Schluchtenstrecke präsentiert sich der Kalserbach schließlich wieder gänzlich unverbaut. Im Mündungsbereich ist der Kalserbach zwar durch einen Damm vom Umland getrennt, ein breiter Ausschotterungsbereich und der starke Uferbewuchse schaffen aber in diesem Bereich eine nur wenig beeinflusste Gewässerstrecke.

### Gewässergüte
Im Oberlauf des Kalserbaches ist die Wasserqualität ausgezeichnet, im Unterlauf liegt die Gewässergüteklasse bei I-II. Während die Wasserqualität oberhalb von Ober- bzw. Unterlesach sogar Güteklasse I erreicht, weisen kurze Abschnitte unterhalb von Kals lediglich die Güteklasse von II-III auf. Ursache hierfür sind eine hohe Anzahl von Abwassereinleitungen, die in den Kalserbach münden.

## Wirtschaft

### Energiewirtschaftliche Nutzung
Der Kalserbach wird sowohl im Oberlauf als auch im Unterlauf energiewirtschaftlich genutzt. Wichtigstes Kraftwerk ist dabei das Kraftwerk Huben-Kien der TIWAG im Unterlauf. Hier werden etwa 40 % der Gesamtwassermenge entnommen und etwa 1.100 Meter nach der Mündung wieder eingeleitet. Die Restwasserstrecke umfasst dabei eine Gesamtlänge von 3.874 Metern. Umweltschützer kritisieren jedoch eine zeitweise Austrocknung des Kalserbaches im Unterlauf. Am Oberlauf (Seebach) findet sich des Weiteren ein Kleinkraftwerk unterhalb des Kalser Tauernhauses, das zur Energieversorgung des Hauses und der dortigen Gemeinschaftsalm betrieben wird. Die knapp unterhalb entnommene Wassermenge beträgt in diesem Abschnitt 30–40 % der Gesamtwassermenge und wird nach 350 Metern wieder in den Bach eingeleitet. Darüber hinaus befinden sich im Mittellauf fünf Wassermühlen („Mühlenweg“); die entnommene Wassermenge ist jedoch gering.